# Mele Hairam
El templo de Mele Hairam (en turcomano: Mele-Heýran) son las ruinas de un templo de fuego zoroastrista encontrado a 15 km al este de Sarajs, Turkmenistán.

## Historia
Es de suponer que fue construido a finales del Imperio parto, sobre el siglo III, y en tiempos del Imperio sasánida era conocido como Atash-Bahram.
Las ruinas fueron encontradas en 1997 en el oasis de Sarajs por la expedición polaco-turcomana dirigida por Barbara Kaim, doctora en Arqueología, Profesora de la Universidad de Varsovia. El estudio comparativo de ciertos componentes arquitectónicos del templo ha dado como resultado el desarrollo de una teoría de que Mele Hairam podría haber sido una vez un lugar de la más alta adoración del fuego zoroastriano, el llamado Atas Bahram o fuego victorioso.

## Arquitectura
Todo el monumento está construido con ladrillos cuadrados de adobe pero, a pesar de esto, muchos muros han sobrevivido en excelentes condiciones (algunos de ellos de 3,5 metros de altura). El templo constaba de varias estancias directamente relacionadas con el culto, y varias más auxiliares.
También son de interés tres de las cuatro pequeñas plataformas que alguna vez se construyeron en cada esquina del santuario. Podrían haber servido como estantes para utensilios utilizados en rituales y ceremonias religiosas. El santuario no tenía ventanas, por lo que estaba sumergido en la oscuridad iluminada solo por la luz de la lámpara de aceite y el fuego que ardía en el altar.
Los paneles de yeso cubiertos con adornos tallados son de gran valor. Este es el primer caso del descubrimiento de tallas artísticas de la era sasánida en el territorio de Turkmenistán.

## Hallazgos
Durante las excavaciones, se encontraron dos losas de arcilla cubiertas con adornos de yeso tallado. Según los científicos, esto nos permite concluir que una de las formas antiguas de arte: la decoración tallada se originó en el territorio de Turkmenistán ya en los s. III-V. Las losas encontradas están bien conservadas, están decoradas con adornos florales con imágenes en relieve de flores de loto y hojas de trébol. Actualmente, los hallazgos han sido transferidos al Museo de Bellas Artes de Turkmenistán, donde se está trabajando para conservarlos, restaurar las partes destruidas y estudiar científicamente los artefactos.
Allí también se encontraron monedas que datan de los períodos parto tardío y sasánida, lo que puede indicar el momento de la construcción del templo.